# John Sentamu

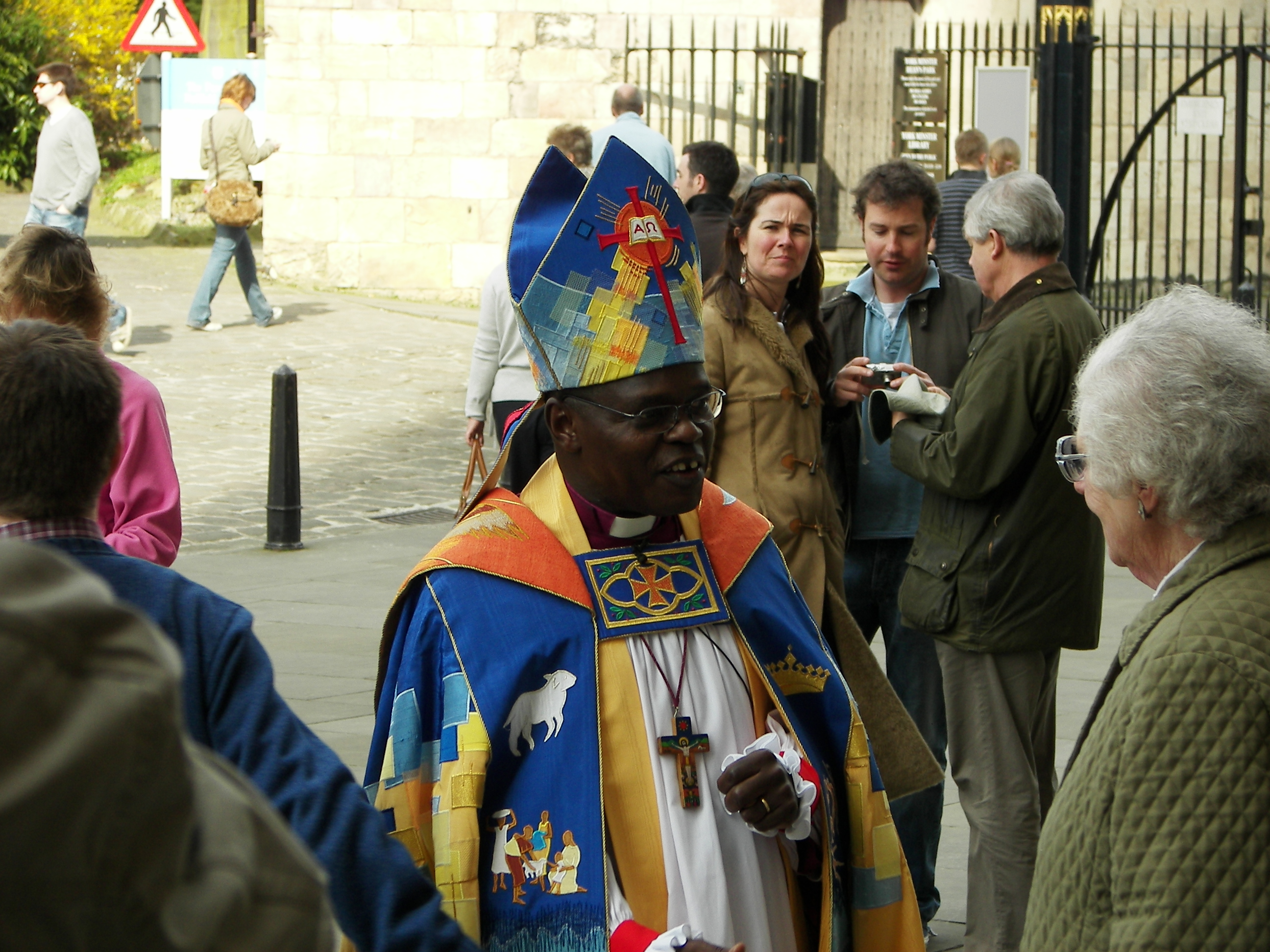
John Sentamu lors de la fête de Pâques, en avril 2007

John Tucker Mugabi Sentamu, né le 10 juin 1949 en Ouganda, est un ecclésiastique anglican britannique. Il est le 97e archevêque d’York du 10 mai 2005 au 7 juin 2020, et par conséquent également archevêque métropolitain de la province d'York, primat d’Angleterre et membre de la Chambre des lords.

## Biographie
Né en 1949 dans la région de Kampala dans une famille de 13 enfants de clan Mbogo, John Tucker Mugabi Sentamu entreprend des études de droit. Il est diplômé de l'université Makerere de Kampala en 1971. Il exerce comme avocat, mais aussi comme juge pour la High Court of Uganda. Il quitte son pays en 1974 pour fuir le régime d'Idi Amin Dada,,.
Il entreprend ensuite des études de théologie au Selwyn College de l'université de Cambridge qui aboutiront à l'obtention d'un doctorat en 1984. Au cours de ces études, il suit également une formation au Ridley Hall de Cambridge, et il est ordonné diacre puis prêtre en 1979,.
Il est nommé évêque de Stepney (suffragant de Londres) en 1996, sa consécration épiscopale a lieu le 25 septembre dans la cathédrale Saint-Paul. Il devient évêque de Birmingham en 2002, archevêque d'York en 2005. Cela fait de lui le premier archevêque noir de l'histoire de l'Église d'Angleterre.
John Sentamu démissionne en juin 2020. Il est remplacé comme archevêque d'York par Stephen Cottrell.

## Prises de position

### Sur le racisme et le multiculturalisme
John Sentamu intervient à plusieurs reprises sur les questions de violences liées au racisme,. De 1997 à 1999, il est ainsi conseiller dans l'affaire du meurtre de Stephen Lawrence. En 2002, il dirige une commission qui examine la façon dont le procès pour le meurtre de Damilola Taylor s'est déroulé,. 
En 2000, John Sentamu met en cause la City of London Police après qu'un officier l'a arrêté pour un contrôle, sans respecter la procédure prévue : avoir une justification raisonnable à l'arrestation et en faire état. L'évêque de Stepney souligne que c'est la huitième fois en huit ans qu'il se fait contrôler de la sorte, et que cela n'est arrivé à aucun évêque blanc de l'Église d'Angleterre.
En novembre 2005, peu avant la cérémonie d'installation comme archevêque d'York, John Sentamu s'élève contre une mauvaise compréhension du multiculturalisme qui passerait par l'étouffement de l'expression de la culture majoritaire ; il appelle notamment les Anglais à redécouvrir leur identité culturelle et à fêter dignement la Saint Georges. Il dénonce aussi les lois anti-terroristes du gouvernement comme exagérément dures.

### Sur le mariage homosexuel
En mars 2012, John Sentamu s'oppose frontalement au projet d'introduction du mariage homosexuel dans la législation britannique : « Le mariage est une relation entre un homme et une femme. Je ne pense pas que ce soit le rôle de l'État de redéfinir ce qu'est le mariage. Celui-ci est inscrit dans la tradition et l'histoire et nul ne peut changer cela du jour au lendemain, quelque pouvoir qu'il possède. » L'archevêque prédit une grave rébellion contre la mesure gouvernementale : pour lui, cette proposition est inacceptable car elle vise à changer le sens des mots, tandis que le débat aurait été possible s'il s'était agi de l'extension des civil partnerships (en). Il ajoute que ce débat doit pouvoir se tenir sans être accusé a priori de diminuer, condamner, critiquer, les relations homosexuelles.
Plusieurs dignitaires de l'Église d'Angleterre manifestent leur désaccord avec la prise de position de l'archevêque d'York.